# Promotor de giras
Un promotor de giras (también conocido como promotor de conciertos o comprador de talentos) es un individuo o compañía responsable de organizar una gira de conciertos o presentaciones de eventos especiales en vivo. El promotor de giras hace una oferta de empleo a un artista en particular, usualmente a través del agente del artista o representante musical. El promotor y el agente entonces negocian el contrato de la presentación en vivo. La mayoría de los contratos de las presentaciones en vivo son elaborados usando el contrato estándar conocido como "AFM Performances Agreement" de la Federación Americana de Músicos (AFM).

## Servicios
Las responsabilidades de trabajo de un promotor de giras incluyen: proporcionar reservas en locales musicales, salas de conciertos, centros de entretenimiento, teatros, antros o arenas; (2) fijar el precio del evento o gira; y (3) proveer transporte (opcional) por aire, tierra o mar. Sin embargo, el promotor debe tener dinero por adelantado y o financiamiento por patrocinio para pagar la promoción de las giras de los artistas. Estos costos de promoción, normalmente son referidos como paquetes de promoción o de medios de comunicación, comúnmente incluyen anuncios de televisión y radio, carteles, periódicos, anuncios de revistas, mercadotecnia en internet, etcétera.

## Pago del promotor
No hay algún estimado disponible acerca de cuánto gana en promedio un promotor de conciertos al año. Como todas las profesiones en la industria musical, la compensación depende del nivel de éxito del artista con el que el promotor trabaja, locación y lo que un cierto mercado dará. El promotor asume todo el riesgo financiero al poner el espectáculo, por lo que la compensación también depende de qué tan bueno sea el promotor para negociar con los distribuidores de boletos y crear espectáculos agotados. Adicionalmente, es necesario que tengan un conocimiento a profundidad del mercado con el que están trabajando y las características de la audiencia para que un promotor de giras tenga éxito .

## Visión general de la Industria
El crecimiento de grandes corporaciones de mega-promotores en los últimos 10 años, ha hecho mucho más difícil que promotores aspirantes puedan entrar en la industria. Live Nation, anteriormente conocida como Clear Channel Entertainment, es la promotora número uno en el mundo de acuerdo a un artículo de la revista Pollstar Magazine en 2006. La corporación Beverly Hills, California ganó alrededor de 1.3 billones de dólares en ventas de taquillas de conciertos durante el año 2005, de acuerdo al rastreo de la revista Billboard. Anschutz Entertainment Group (AEG Live) fue clasificado como segundo con 417 millones de dólares, seguido por House of Blues (HOB Entertainment) en el número tres con 245 millones de dólares. El 5 de julio del 2006, Live Nation compró HOB Entertainment por 350 millones de dólares, para una mayor expansión en el mercado de la industria de la música en vivo.
Mientras que el promedio del precio de los boletos brincó a 57 dólares en 2005, el número de boletos vendidos para las 100 giras más grandes se hundió un 3.5% a 36.3 millones. Algunos fanáticos se han quejado con autoridades del gobierno, particularmente después de encontrar boletos para los mismos conciertos o eventos de deportes, disponible -algunas veces a mucho menor precio del original- en distribuidores secundarios como Stubhub.com y TicketsNow minutos después de que la venta al público empezara. Después de saber de algunos posibles compradores de boletos, el procurador general de Misuri, anunció que el estado iba a multar a tres revendedores de boletos por haber violado la ley de protección al consumidor del estado. Ese mismo día el procurador general de Arkansas dijo que estaba buscando en los documentos de cinco revendedores y el procurador general de Pensilvania también estaba buscando en la industria de venta de boletos tras haber recibido cientos de quejas sobre la reciente venta de entradas para un concierto de Hannah Montana en Pittsburgh.

## Live Nation y Ticketmaster
El 21 de diciembre del 2007, Live Nation anunció que adquiriría el software y los servicios para incrementar y mejorar su operación de venta de boletos potencialmente, posicionándose como competencia directa de su contratista de largo tiempo, Ticketmaster.
Live Nation, la promotora más grande de conciertos, y Ticketmaster Entertainment, la vendedora de boletos n.º 1, anunciaron su fusión el 10 de febrero de 2009. Posteriormente el 25 de enero de 2010, el Departamento de Justicia de los Estados Unidos aprobó la fusión en términos que incluían que Ticketmaster vendiera "Paciolan" su software de venta de entradas y servicios de unidad a la firma "Comcast's sports and entertainment" o a algún otro comprador adecuado para el departamento.
Ticketmaster debía también licenciar su software para Anschutz Entertainment Group (AEG), el cliente más grande de la compañía. Con una copia del software de Ticketmaster, AEG sería capaz de llevar un atractivo sistema de venta de boletos a los foros, acorde con el DOJ; bajo los términos establecidos, ambas compañías podrían competir cabeza a cabeza con Ticketmaster.

## Universidad de mercado de conciertos
Las universidades pueden proveer "fanáticos dedicados, una excelente base de prueba, trabajadores ambiciosos, y fanáticos leales". La universidad de mercado provee una red de potenciales fanáticos en la que artistas, marcas, agentes y gerentes podrían enfocarse para llevar a cabo su promoción. Los mayores sellos discográficos tienen departamentos dedicados a la promoción de colegio y contratan estudiantes como representantes de todos los artistas de estas disqueras. Sony Music Entertainment tiene un departamento de mercado para universidades, en donde promocionan lanzamiento de sencillos de Sony y sus afiliados independientes. Otras compañías del mercado de la música como Cornerstone Promotion, se enfocan en el mercado a través de universidades. Cornerstone Promotion contrata representantes de universidades de todo el país para implementar campañas a pequeña escala del mercado en los diferentes campus.
Los artistas empezaron a entrar a las universidades de mercado en los 90's. La revista Billboard Magazine público artículos que datan de la década de mediados de los noventa instando a los artistas y agentes a tomar ventaja de la universidad del mercado. Artistas como Dave Matthews Band y R.E.M. tocaron en espectáculos de colegios para incrementar su presencia en la universidad del mercado en los noventa. La revista Billboard Magazine ha enfatizado en la medida en que los conciertos universitarios pueden ayudar a un artista en múltiples ámbitos.

## Educación
Hay numerosos programas de licenciatura y cursos académicos enfocados en el concepto de promoción de conciertos y la gestión de foros. Algunos de estos programas son de tiempo completo, mientras que otros son certificados ofrecidos para estudios de post-graduación. Por ejemplo, la Universidad New York University ofrece un Certificado en Reunión, Conferencia, y Organización de Eventos, así como un certificado en Mercado Deportivo.